# 6072 Hooghoudt
6072 Hooghoudt eller 1280 T-1 är en asteroid i huvudbältet som upptäcktes den 25 mars 1971 av den nederländsk-amerikanske astronomen Tom Gehrels och det nederländska astronomparet Ingrid van Houten-Groeneveld och Cornelis Johannes van Houten vid Palomarobservatoriet. Den är uppkallad efter belgaren Bernard Hooghoudt.
Asteroiden har en diameter på ungefär 15 kilometer.